# Craven Berkeley
Craven Fitzhardinge Berkeley (ur. 28 lipca 1805 w Berkeley House w Londynie, zm. 1 lipca 1855 we Frankfurcie nad Menem), brytyjski arystokrata i polityk, najmłodszy syn Fredericka Berkeleya, 5. hrabiego Berkeley, i Mary Cole, córki Williama Cole'a.
Był oficerem 1 regimentu Life Guards. W 1832 r. został wybrany do Izby Gmin jako reprezentant okręgu Cheltenham. W Izbie zasiadał nieprzerwanie przez 25 lat. Związany z Partią Liberalną cieszył się wielką popularnością w swoim okręgu wyborczym. W 1836 r. został aresztowany, kiedy towarzyszył swojemu starszemu bratu Grantleyowi, który wdał się w bójkę z wydawcą pisma, które opublikowało nieprzychylną recenzję jego książki. W 1841 r. wyzwał na pojedynek kapitana Boldero, który wypowiadał się niepochlebnie o królowej Wiktorii. Dwukrotnie strzelał, ale nie trafił, sam też nie odniósł obrażeń. Miejsce w Izbie Gmin utracił w 1847 r. Rok później wygrał wybory, ale dopatrzono się nieprawidłowości przy głosowaniu i wybory zostały unieważnione. Berkeley powrócił do Parlamentu dopiero w 1852 r., na swoją 6 i ostatnią kadencję.
10 września 1839 r. poślubił Augustę Jones (21 marca 1813 - 25 kwietnia 1841), nieślubną córkę sir Horace St. Paula, 1. baroneta, i Ann Isaacson (zwanej też Ann Jones). Craven i Augusta mieli razem jedną córkę:
- Louisa Mary Berkeley (28 maja 1840 - 10 grudnia 1899), 15. baronowa Berkeley

27 sierpnia 1845 r. poślubił Charlotte Onslow (przed 1830 - 25 stycznia 1897), córkę generała Denzila Onslowa, Małżeństwo to nie doczekało się potomstwa.
Niedługo przed 50. urodzinami pogorszył się jego stan zdrowia. Zdecydował się udać w podróż na kontynent. Jego stan jednak się pogorszył. Zmarł podczas podróży, we Frankfurcie nad Menem, w 1855 r.